# Pedicia (Crunobia) apusenica
Pedicia (Crunobia) apusenica is een tweevleugelige uit de familie Pediciidae. De soort komt voor in het Palearctisch gebied.